# Frank H. Hellwig
Frank H. Hellwig (n. 1958 ) es un botánico alemán, especializado en la familia Asteraceae con especial énfasis en el género Neomolina. Es profesor y vicedecano de la Facultad de Biología y Farmacia en la Universidad Friedrich Schiller

## Algunas publicaciones
- peter k. Endress, else m. Friis, frank h. Hellwig. 2006. Rosids - Reproductive Structures, Fossil and Extant and Their Bearing on Deep Relationships. Plant Systematics and Evolution. Editor Springer, 169 pp.

- l. Martins, frank h. Hellwig. 2005. Systematic position of the genera Serratula and Klasea Centaureinae (Cardueae-Asteraceae) inferred from ETS and ITS sequence data and new combination in Klasea. Taxon 54(3): 632-638

- pauline y. Ladiges, frank Udovicic, frank h. Hellwig. 2005. Evolution of Southern Hemisphere Myrtaceae: Molecular and Morphological Evidence. Plant Systematics and Evolution 251. Editor Springer, 88 pp.

- stefan Arndt, frank h. Hellwig. 2004. Abschlussbericht Friedrich-Schiller-Universität Jena. Editor Univ. Biol.-Pharmazeut. Fak. 12 pp.

- hermann Manitz, frank h. Hellwig. 1999. Symposium Biodiversitat und Evolutionsbiologie. Vol. 14. Editor Institut fur Spezielle Botanik der Friedrich Schiller Univ. 237 pp.

- gerhard Wagenitz, frank h. Hellwig. 1996. Eine neue und eine verschollene Centaurea-Art aus der Türkei und eine neue Volutaria-Art(Compositae-Cardueae). 7 pp.

- 1996. Untersuchungen zur Phylogenie der Cardueae-Centaureinae (Compositae) unter Verwendung molekularer und morphologisch-anatomischer Merkmale. 133 pp.

- La abreviatura «F.H.Hellw.» se emplea para indicar a Frank H. Hellwig como autoridad en la descripción y clasificación científica de los vegetales.[3]